# Bombylisoma coracinum
Bombylisoma coracinum är en tvåvingeart som först beskrevs av Friedrich Hermann Loew 1863.  Bombylisoma coracinum ingår i släktet Bombylisoma och familjen svävflugor. Inga underarter finns listade i Catalogue of Life.